# Georg Christian Raff
Georg Christian Raff (* 30. September 1748 in Stuttgart; † 5. Juni 1788 in Tübingen) war ein deutscher Schriftsteller und Pädagoge. Raff zählt zu den Pionieren der deutschen Kinder- und Jugendliteratur.

## Leben und Wirken

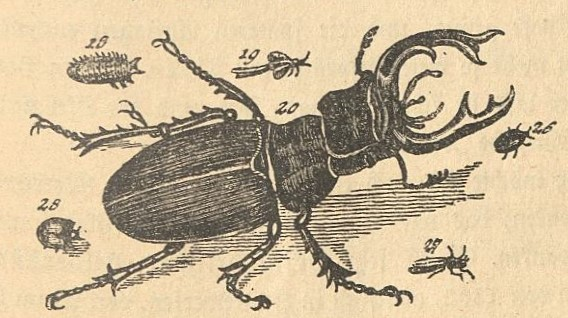
Naturgeschichte für Kinder (1778)

Raff gehörte zu den frühen Vertretern der Sachbuchliteratur für Kinder; so verfasste er eine Naturgeschichte für Kinder (1781) und später noch eine Geographie für Kinder (1783). Er studierte an der Universität Göttingen und hörte dort Vorlesungen unter anderem bei Johann Peter Miller und war anschließend als ordentlicher Lehrer der Geschichte und Geographie am Lyzeum Göttingen und bis zu seinem Tod 1788 in Tübingen tätig. Raff bemühte sich, den naturwissenschaftlichen Unterricht kindernah zu entwickeln. Das Meyers Konversations-Lexikon würdigte ihm hundert Jahre später:
„Er war einer der ersten Pädagogen, welche die neuern Grundsätze des Unterrichts auf die Naturkunde anwandten. Den naturkundlichen Unterricht gründete er auf Betrachtung und Beschreibung einzelner typischer Vertreter der wichtigern Familien und führte in drei zweckmässig erweiterten Kursen bis zur Andeutung des Systems. Seine Jugendschriften, in dialogischer Form abgefasst, wurden mit großem Beifall aufgenommen.“
Seine Lehrbücher schrieb er in dialogisch anregender Form. Dies brachte ihm großen Erfolg, aber auch Spott. Der Mathematiker A. G. Kästner meinte zu seiner Naturgeschichte: „Hier sind die Thiere sprechend angekommen, allein der Esel ausgenommen; die Rolle hat der Autor übernommen!“.
Im Jahre 1778 veröffentlichte Georg Christian Raff in Göttingen seine Naturgeschichte für Kinder. Fast 2000 Pflanzen, Tiere und Mineralien werden darin vorgestellt. Von seinen Zeitgenossen wurde der kindliche Ton der Sprache heftig kritisiert. Trotzdem, oder sicher gerade deswegen, erfreute sich dieses Buch bis weit in das 19. Jahrhundert hinein einer großen Beliebtheit. So schrieb er über einen einheimischen Kräutergarten:
„Sagen Sie uns doch, Lieber Herr … was in diesem Garten so ausserordentlich stark und süß riecht? Das ist gut, Kinder, daß ihr darnach fraget, ich hätte es sonst wirklich vergessen, euch zum Anis, Fenchel, Koriander und Dill hinzuführen. Folget mir also! Sehet, diese kleine länglichen Körner riechen so stark. Wozu nützen sie? Man kann sie alle essen. Versucht es einmal! Ei ja! – Auch zu verschiedenen Backwerken, und selbst zu Arzneien gebraucht man sie. Und der Anis, Dill und Fenchel geben auch ein gesundes Öl.“
Horst Kunze gibt in seinem Werk über alte Kinderbücher exemplarisch den Anfang des Dialogs von Autor und Schwein wieder:
„sage deine Geschichte her! O, wie kan ich das! Und warum denn nicht? Du solst und must sie hersagen, du wüste und garstige Sau! Kanst dich immer im Kot und Mist herumwälzen, und Äkker und Wiesen und Gärten durchwühlen, und sonst noch allerhand Unfug treiben, so kanst du auch das thun. Rede also, oder du kriegst Schläge!“
„So! Sie wollen mich also zwingen? Nun, das ist lustig! Wissen sie dann aber auch, daß die Peitsche durch meine groben Borsten, harte Haut und dikken Speck nicht durchgeht, und ich sie also nicht sonderlich viel fühle und fürchte? Oder wollen sie mich prügeln, und mir Kopf und Füße entzwei schlagen?“ (…)
G. Ch. Raffs Naturgeschichte für Kinder erlebte bis 1861 sechzehn Auflagen und ungezählte Nachdrucke, jedoch veränderten spätere Bearbeiter das Werk, indem sie unter anderem (weil sie ihnen zu kindisch erschienen) „die Gespräche des Autors mit den Tieren, die er vorstellt, als zu albern wegliessen“. Karl Hobrecker schrieb: „Die köstlichste Naturgeschichte, die je geschrieben wurde.“

## Werke
- Naturgeschichte für Kinder.  Göttingen, Johann Christian Dieterich, 1783.
- Geographie für Kinder. Göttingen, Johann Christian Dieterich, 1783
- Georg Christian Raff und Christian Carl Andre: Geographie für Kinder. Zweyter Teil, welcher Asia und Africa enthält. Nach des Verfassers Tode fortgesetzt von Christian Carl Andre. Göttingen: Johann Christian Dieterich, 1792.